# Schloss Mittersill

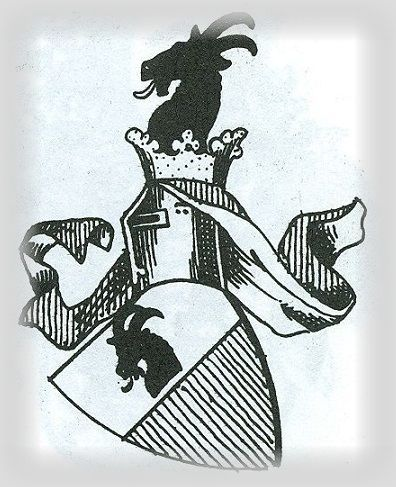
Wappen der Grafen von Mittersill nach Siebmachers Wappenbuch

Schloss Mittersill liegt unweit des Ortes Mittersill im Oberpinzgau, Bezirk Zell am See des Landes Salzburg (Thalbach 1). Mittersill Schloß ist eine eigene Katastralgemeinde im Nordosten des Gemeindegebiets Mittersill und schließt sich nördlich an die zentrale Katastralgemeinde Mittersill Markt an. Das Schloss ist in der baulichen Gestalt des 16. Jahrhunderts trotz mehrerer Brände bis heute erhalten. Markant sind für den Burgenbau die durch einen Wehrgang geschlossenen und in Hufeisenform angeordneten Gebäude. An der Westseite werden diese von zwei mächtigen Rundtürmen überragt. Unter dem ehemaligen Palas betritt man von Osten kommend den Innenhof durch einen nach Süden vorgeschobenen Torbau von 1537. In der Südwestecke liegt der mächtige Hexenturm, in dessen oberen Geschoß sich die Schlosskapelle befindet. Der Zugang zum fast ebenen Schlosshof führt am sogenannten Gerichtshaus vorbei. Ebenerdig sind an der Stelle eines früheren Wehrganges Wirtschaftsgebäude aus dem 19. und 20. Jahrhundert eingefügt worden. Der Palas besitzt ein in Nord-Süd-Richtung verlaufendes Satteldach mit beidseitigen kleinen Walmen.

## Geschichte
Am Nordhang des Salzachtales, gelegen auf einem Sporn hoch über dem Talgrund, diente das Schloss seit dem Mittelalter zur strategischen Kontrolle der Talstraße des Oberpinzgaues und der Passstraßen nach Tirol, die sich von dort zum Pass Thurn im Norden und zum Felber Tauern im Süden ziehen. Die Gegend war zwischen dem 10. und 14. Jahrhundert für den transalpinen Verkehr besonders wichtig.

### Mittelalter und frühe Neuzeit
An der heutigen Stelle des Schlosses, 140 Meter über dem Tal, stand um 1150 eine Burg, die Sitz des Pfleggerichts der Grafschaft Oberpinzgau war. Um 1000 gehörte sie den Grafen von Matrei, 200 Jahre später den Herzögen von Bayern, kam aber im 12. Jahrhundert durch Tausch an das Erzstift Salzburg.
Das Schloss Mittersill ist eine Gründung der Grafen von Lechsgmünd, die den Oberpinzgau von den Bayernherzogen zu Lehen hatten. Sie nannten sich je nach ihrem Aufenthalt Grafen von Sulzau, oder von Pinzgau, ab 1180 Grafen von Mitersele. Den Anfang dürfte das Schloss wohl so um 1150 genommen haben. 1228 kam die Grafschaft an das Hochstift Salzburg und die Burg wurde Sitz der Pfleger für den Oberpinzgau. Diese stammten über lange Zeit aus der Familie der Herren von Felben. 1292 wird hier Gebhart von Velben genannt, 1344 Heinrich, 1347 Conrad und Hans und 1360–63 wieder ein Heinrich. 1388 diente die Burg für längere Zeit dem Erzbischof Pilgrim II. von Puchheim als Aufenthaltsort.
1526 wurde die Burg im Zuge eines Bauernaufstandes eingenommen, geplündert und niedergebrannt. Erzbischof Matthäus Lang schlug mit einem Söldnerheer den Aufstand nieder und zwang die Bauern, die Burg wieder aufzubauen. Die nun schlossartig erweiterte Burg erhielt verstärkte Befestigungen. Für den Fall von Belagerungen wurde im Burghof ein Brunnen gegraben. Über dem Torbogen des Eingangs ist die Jahreszahl 1528 (Fertigstellung) eingemeißelt. Die Burgkapelle war 1533 fertiggestellt; Jahreszahl und Wappen des Erzbischofs sind an der Kapellendecke angebracht. 1555 vernichtete ein neuerlicher Brand den Palas und das darunter liegende Torhaus. Der Wiederaufbau erfolgt durch heimische Kräfte, so durch den Baumeister Leopold Winckler und den Zimmerer Gabriel Sayler. 1562 wurde die Kapelle mit einem Dachreiter für eine Glocke versehen. Weitere Um- und Zubauten erfolgten 1563/64: so ein Ross- und Rinderstall, Bäder im Schloss und Zwinger, Kachelöfen für die Stuben. 1597 zerstörte ein Brand Palas und Torstube. 1606 wurden diese Teile ausgebessert und es wurde ein Fischkalter im Schlossgraben angelegt. Die Kapelle wurde 1617 als nicht konsekriert genannt, 1673 wurde als Patrozinium der Hl. Dreifaltigkeit genannt. 1773 erhielt das Schloss ein neues Schindeldach. 1774 wurde ein sieben Schuh hoher Ofen für das Fürstenzimmer geliefert. Um 1800 wurde die Zugbrücke zur Burg entfernt.

### Zeit nach Auflösung des Erzstifts Salzburg
Nach Ende des Erzstiftes Salzburg durch die Säkularisation wechselten die Besitzer sehr häufig. 1816 wird das k.u.k. Bezirksgericht im Schloss eingerichtet, obwohl die Burg noch bis 1850 von Pflegern bewohnt und verwaltet wird. 1845 kommt der Befehl zur Aufhebung der Schlosskapelle.
1881 wurde das sich bis dahin in österreichischem Staatsbesitz befindliche Schloss an den Welser Bürger Anton Hahn verkauft, der es aber bereits 1882 die Gräfin Marie Larisch-Moenich, geborene Freiin von Wallsee, verkauft. Diese ließ das Schloss durch den Wiener Architekten Gangolf Kaiser grundlegend renovieren. Durch diese Investitionen überfordert, wird das Schloss 1885 dem Sohn des Architekten, Karl Georg Kaiser überlassen. Weitere Besitzer lösen einander in rascher Folge ab: Theodor Pöller (1894), Michael Wahl (1896), Brauereidirektor aus Augsburg, Leopold und Marianne Philippi (1903), Gräfin Eugenie Clary-Aldringen (1910), Margareta Jernberg aus Stockholm (1919), geborene Weißenberger; Hugo von Grundherr zu Altentann, akademischer Maler aus München übernahm im gleichen Jahr den Besitz. Dieser gestaltete das Schloss romantisch um und richtete hier eine Kunstsammlung ein. Finanziell überfordert fällt das Objekt an das Bankhaus Lammer aus Zell am See. 1935 erwirbt es Baron Hubert von Pantz, der dort an den International Sport and Shooting Club einrichtet, zu dem viele Adlige, Industrielle und Filmstars gehörten. 1937 verbrachten die niederländische Königin Juliana und ihr Mann Prinz Bernhard ihre Flitterwochen auf Mittersill. Im Juli 1938 brach im Schloss ein Brand aus, vermutlich durch Blitzschlag, bei dem die Baulichkeiten starke Schäden erlitten. Erst nach dem Zweiten Weltkrieg erfolgte eine vollständige Instandsetzung.

### Schloss Mittersill in der Zeit des Nationalsozialismus
Nach dem deutschen Einmarsch 1938 wurde Schloss Mittersill beschlagnahmt; das Reichsinstitut Sven Hedin für Innerasienforschung, Unterabteilung des Vereins Ahnenerbe e. V. des SS-Hauptamtes Persönlicher Stab Reichsführer SS bezog dort Räumlichkeiten. Es wurde im Schloss der Anbau von Pflanzensorten erforscht, die in klimatisch weniger begünstigten Gebieten gedeihen würden, unter anderem Ölpflanzen und Getreide aus Tibet und aus der Sowjetunion. Ab dem 24. März 1944 wurden weibliche Bibelforscher als landwirtschaftliche Zwangsarbeiterinnen im Schloss untergebracht. Es handelte sich um 15 Zeugen Jehovas, die ursprünglich im KZ Ravensbrück inhaftiert waren, wobei neun Frauen bereits Ende März 1944 nach Schloss Lannach/Steiermark – einem weiteren Pflanzenforschungsstandort – übersiedelt wurden. Am 8. Mai 1945 wurden die in Mittersill verbliebenen sechs Frauen von den Amerikanern befreit; ein Teil von ihnen wurde nach Mauthausen rücküberstellt und dann dort entlassen, zwei Frauen sind augenscheinlich in Mittersill verblieben.

## Nach 1945
Nach der Renovierung waren ab den 1950er Jahren berühmte Gäste auf dem Schloss zu Gast – unter anderem der Schah von Persien und das holländische Königspaar, König Faruq von Ägypten, der Duke of Windsor, Aristoteles Onassis, Aga Khan, Henry Ford II., Rita Hayworth, Gina Lollobrigida und Clark Gable.
Mitte der 1960er Jahre entschied sich die Leitung des Sport und Schieß-Clubs, das Schloss zu verkaufen. Davon hörte C. Stacey Woods, der damalige Generalsekretär des International Fellowship of Evangelical Students (IFES). Mit Hilfe großzügiger Spender gelang es dem IFES, das Schloss 1967 zu erwerben, das als Konferenzzentrum diente, wobei der Leiter Andrzej Turkanik war.
Im Dezember 2009 erwarben zwei einheimische Familien das Schloss. Es ist somit erstmals in Pinzgauer Hand, und nach sorgfältiger Restaurierung, ohne jedoch das äußere Erscheinungsbild zu verändern, seit Ende 2011 als 4-Sterne-Hotel auch für die Öffentlichkeit zugänglich.

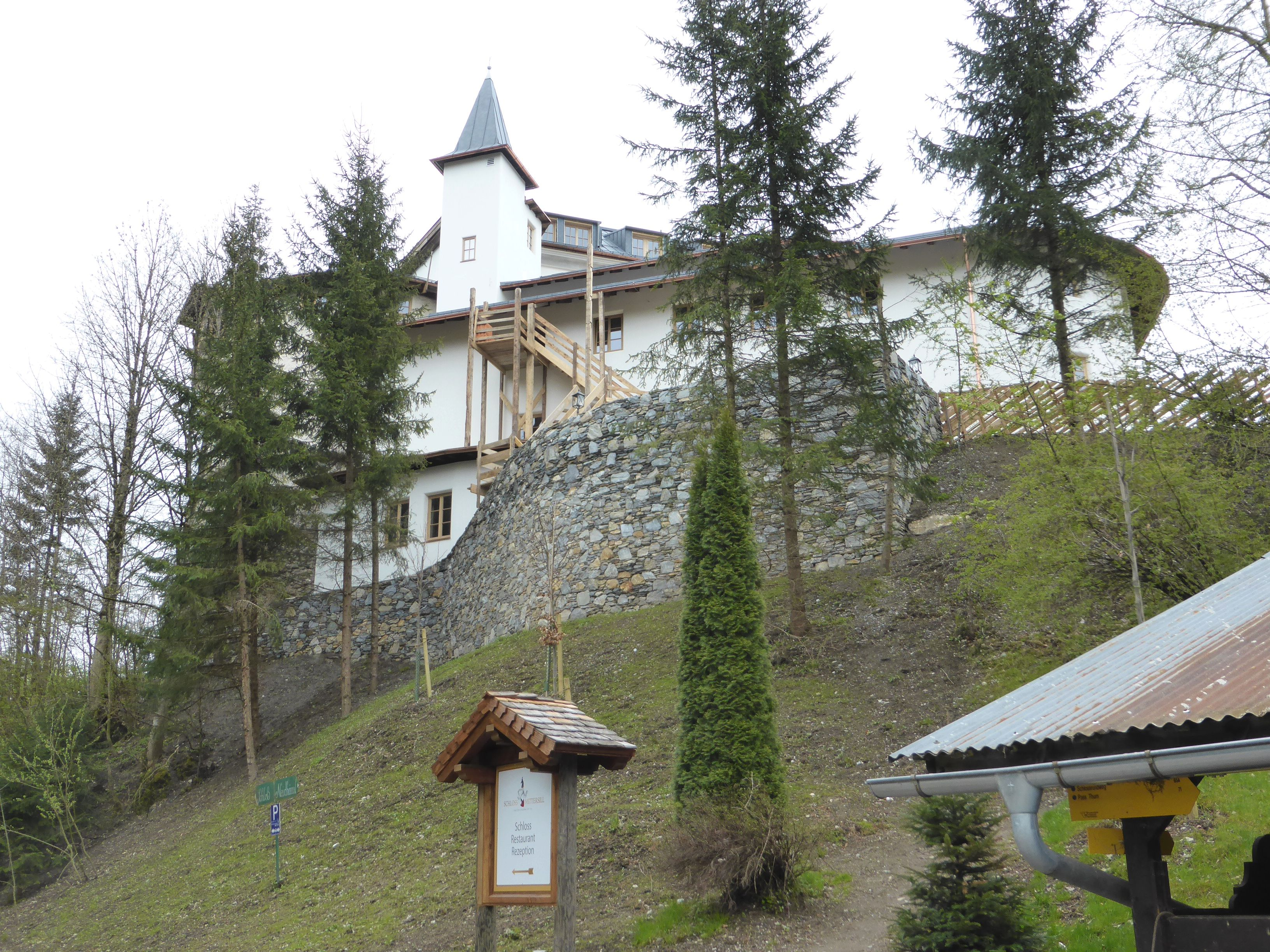
Rückseite
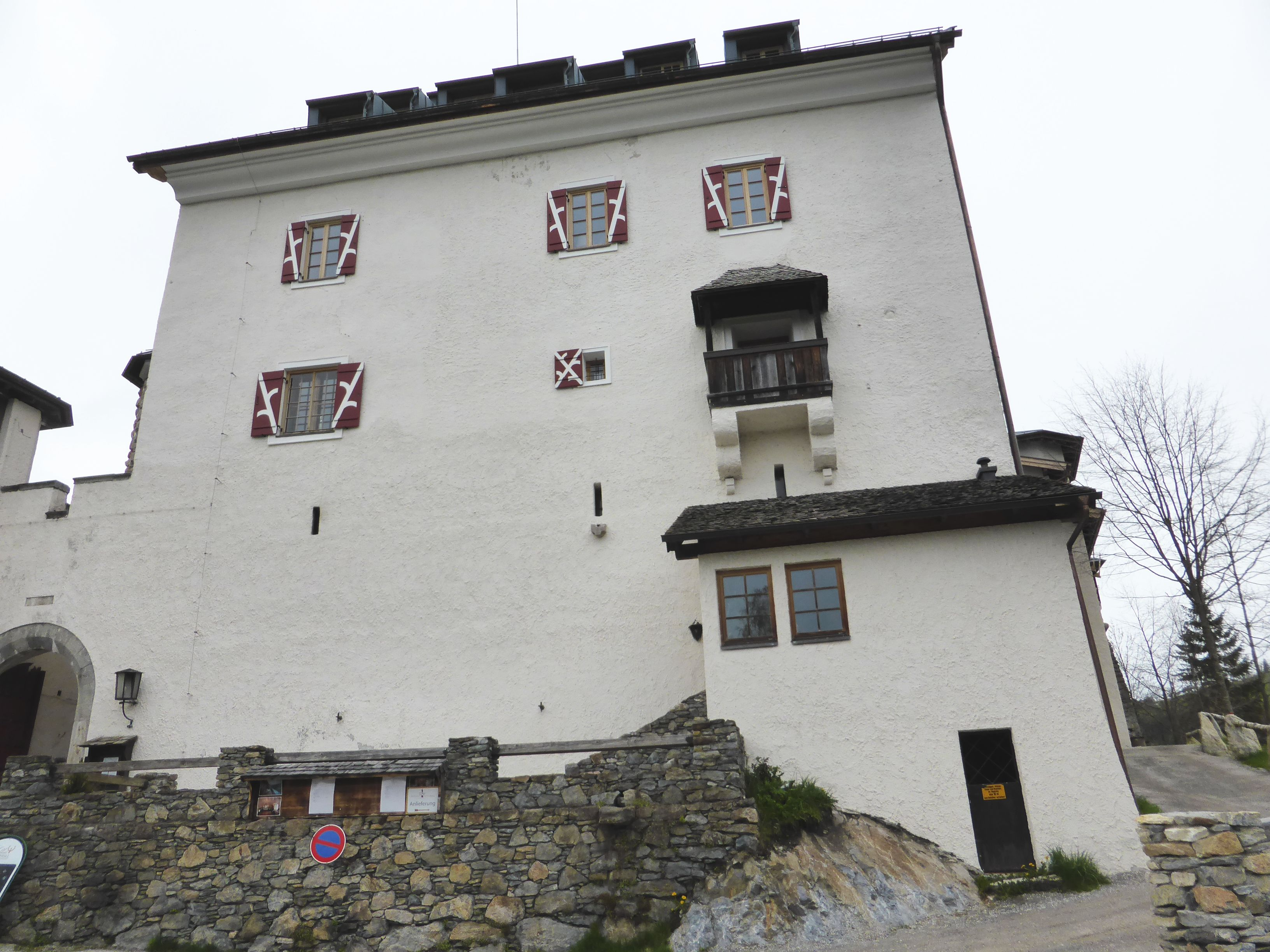
Rückseite
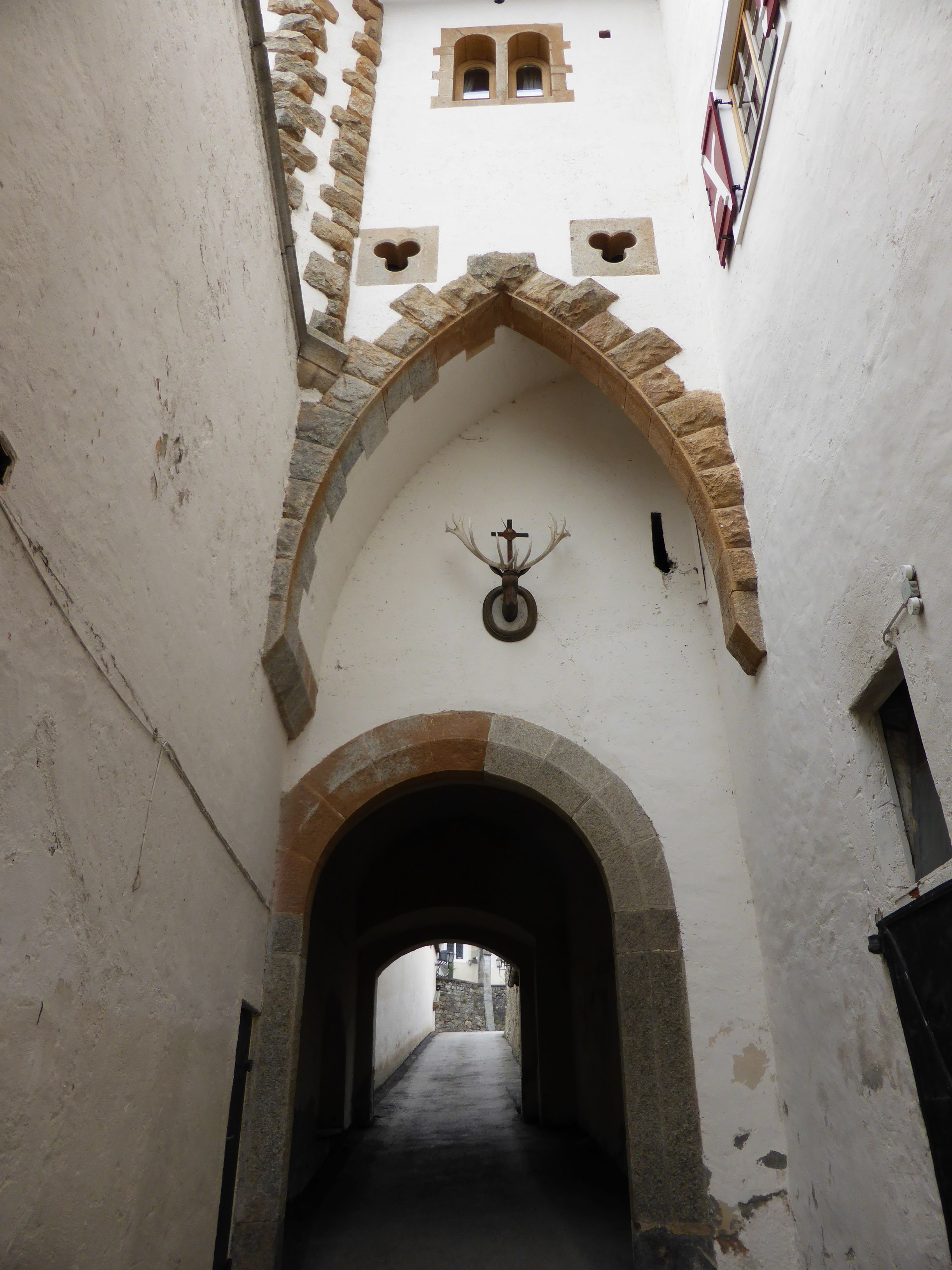
Aufgang
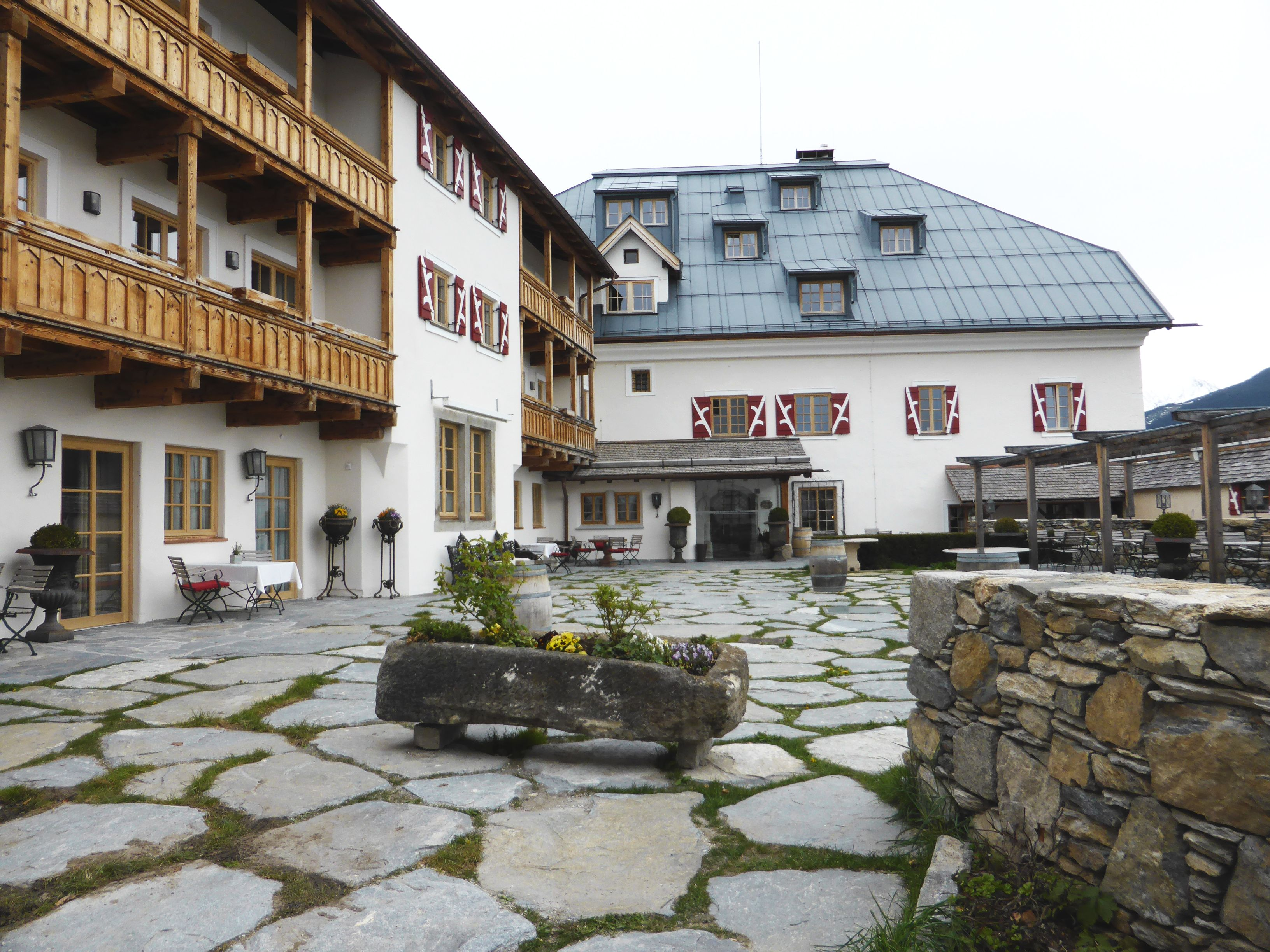
Hotelbereich
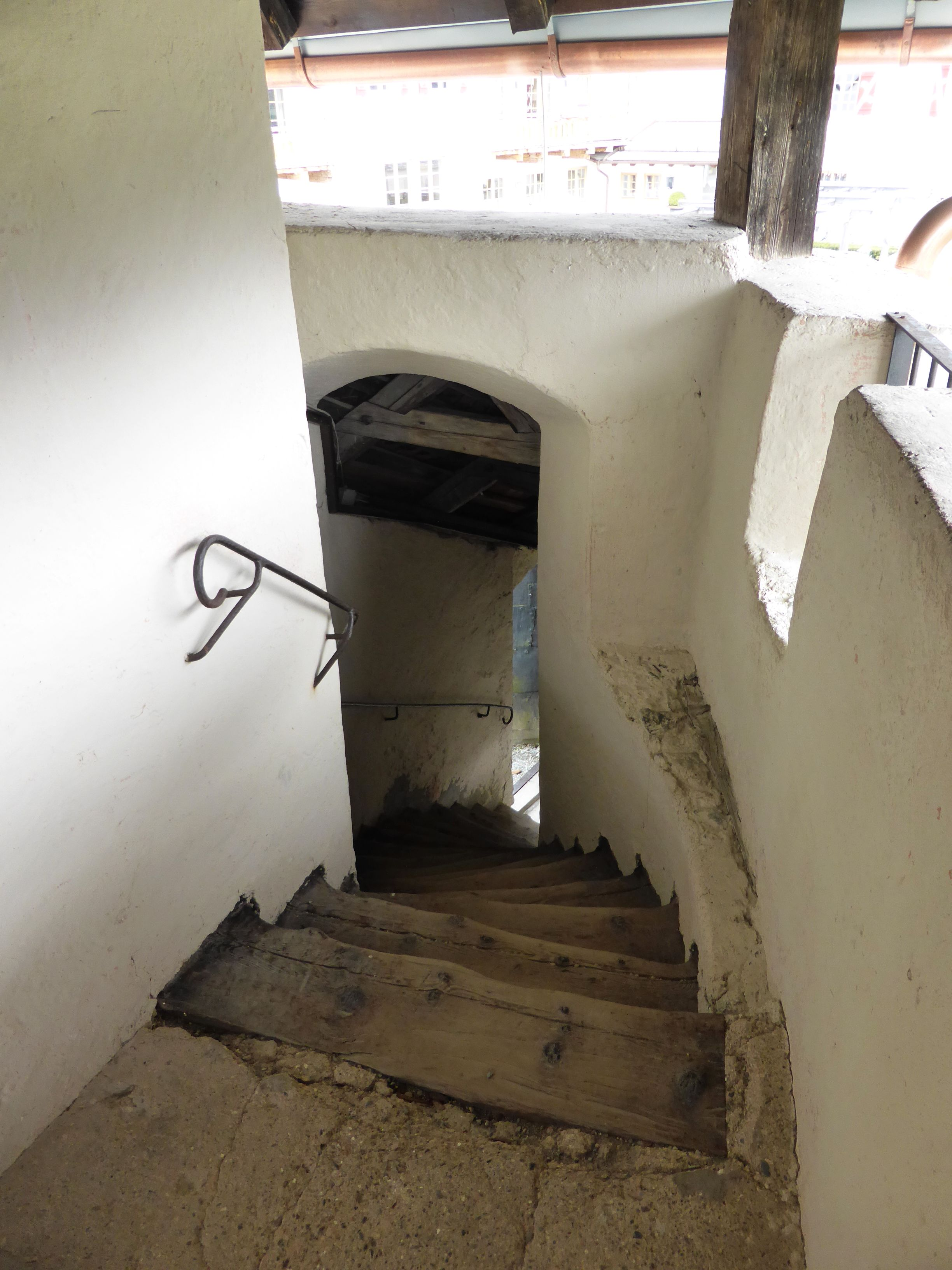
Wehrgang
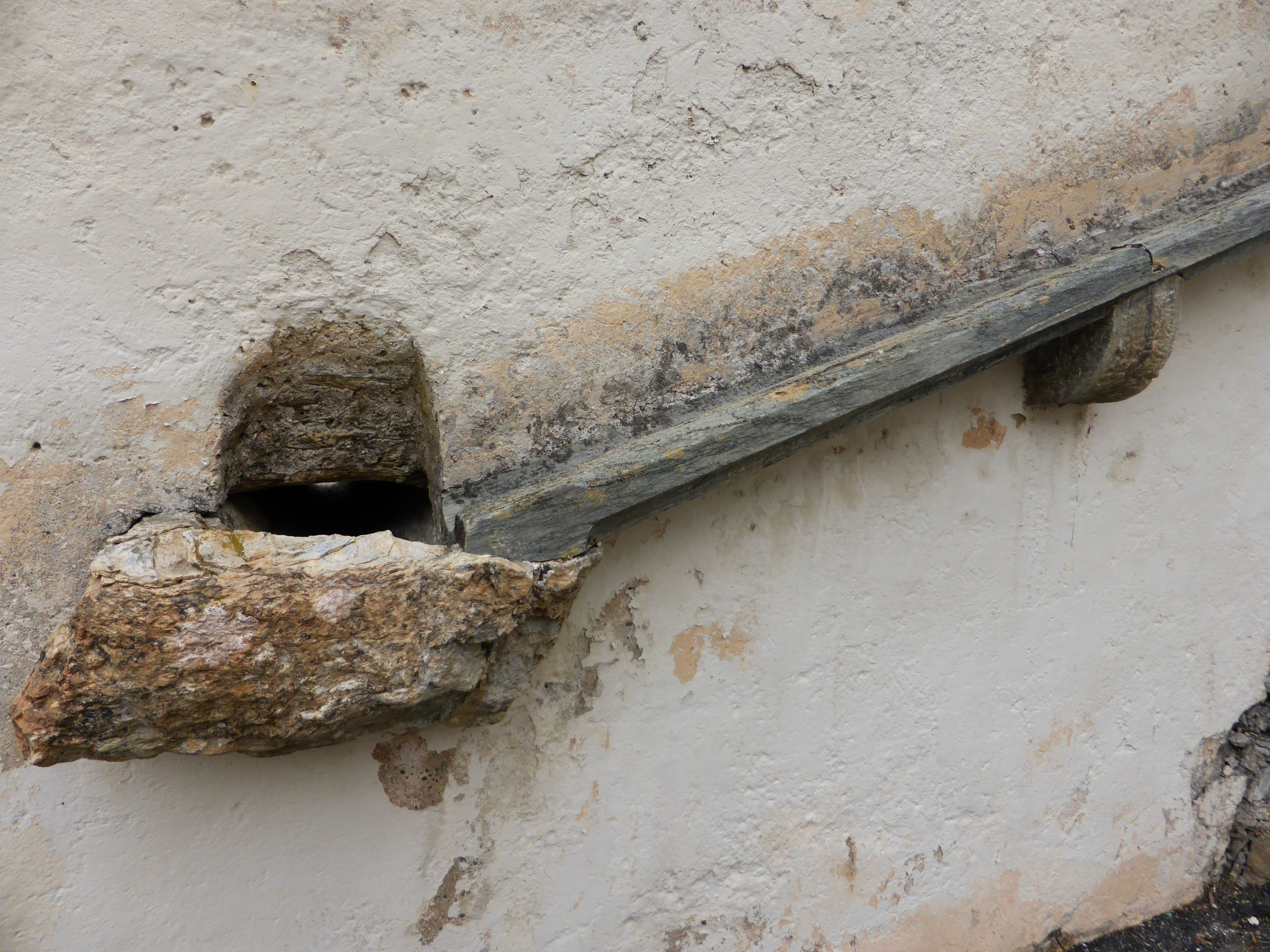
Wasserrinne
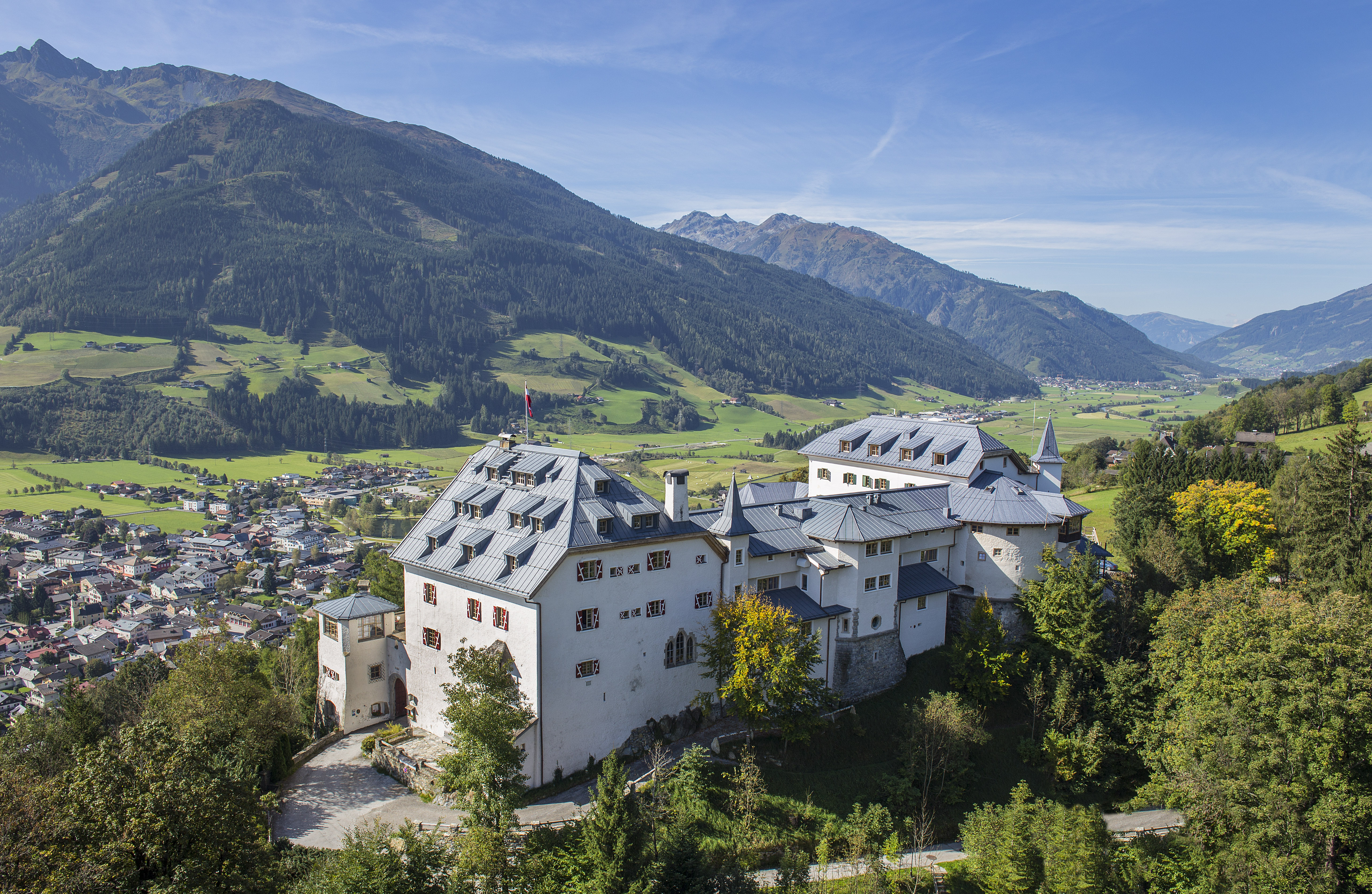
Schloss Rückseite
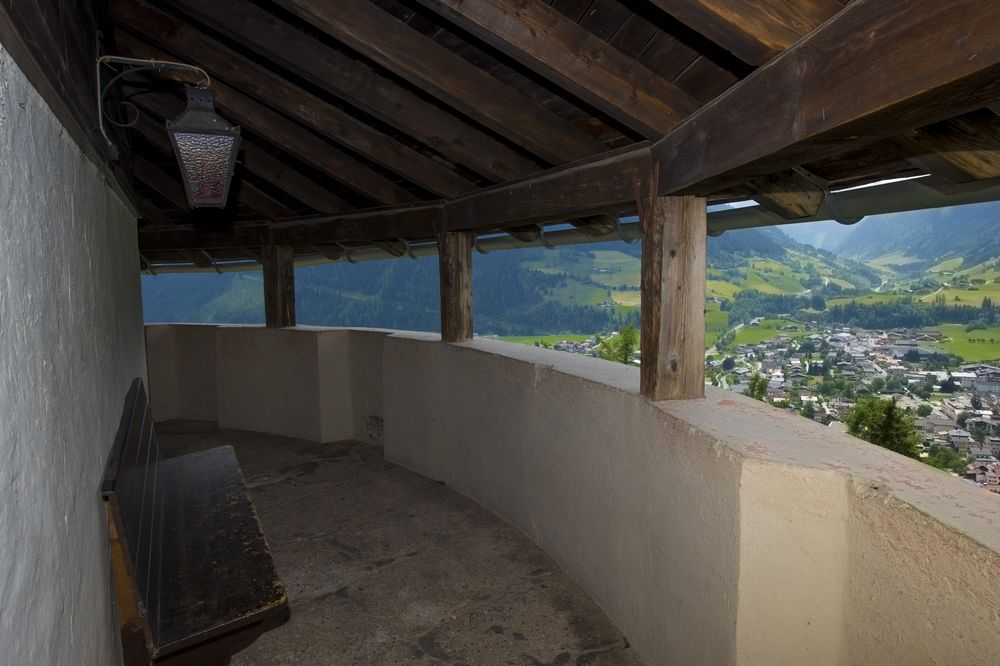
Wehrturm
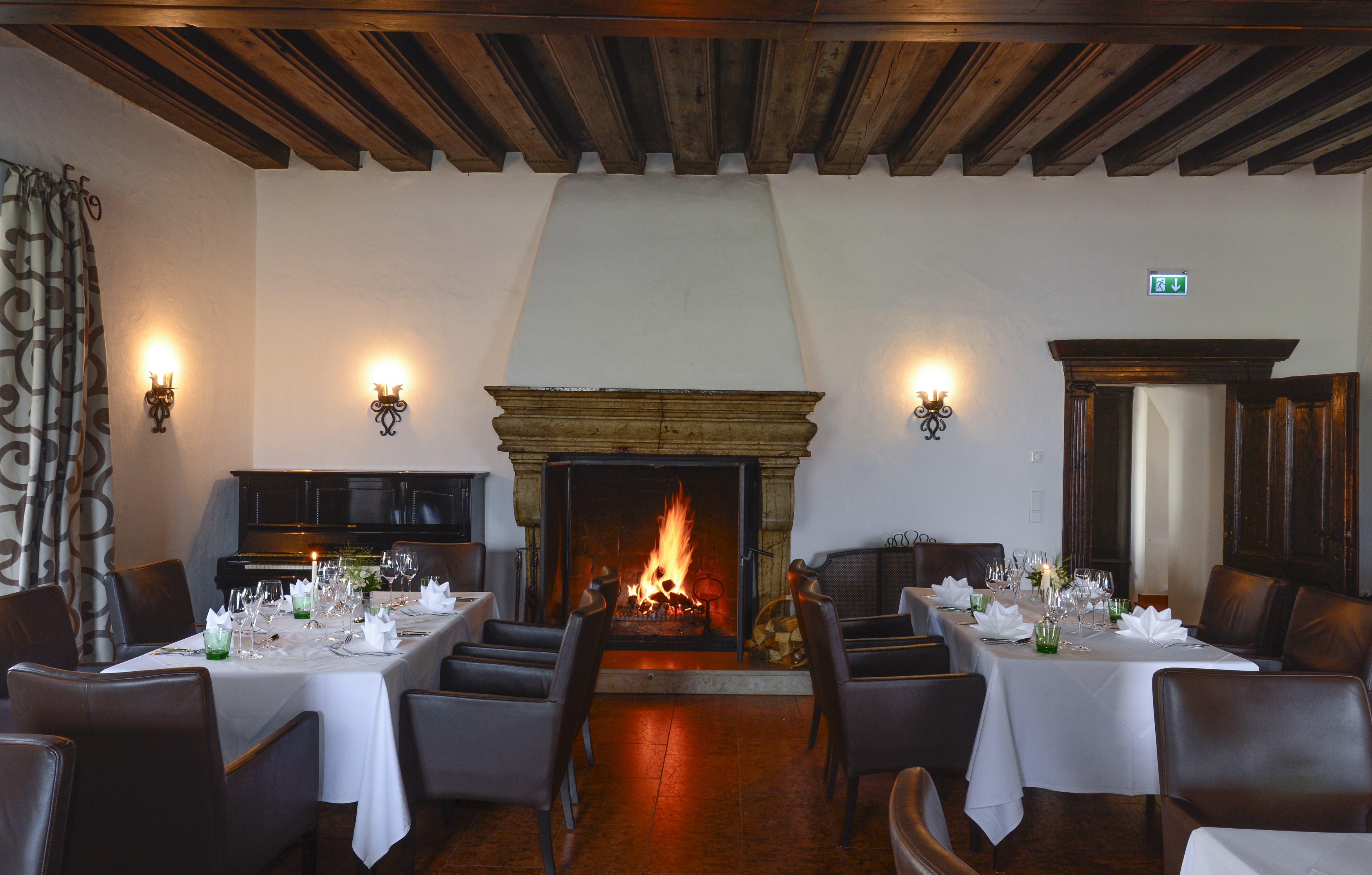
Kaminzimmer
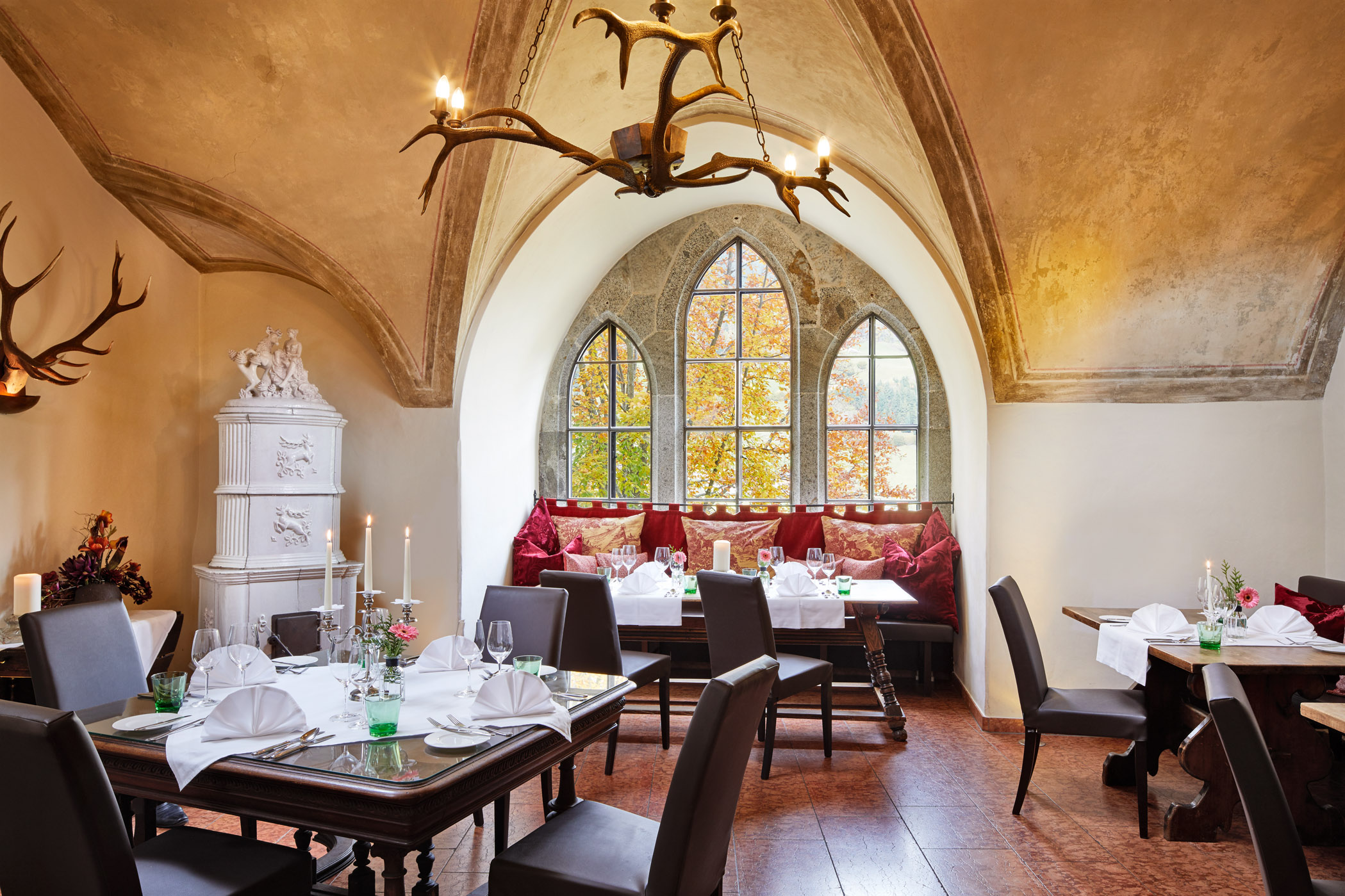
Gothisches Zimmer
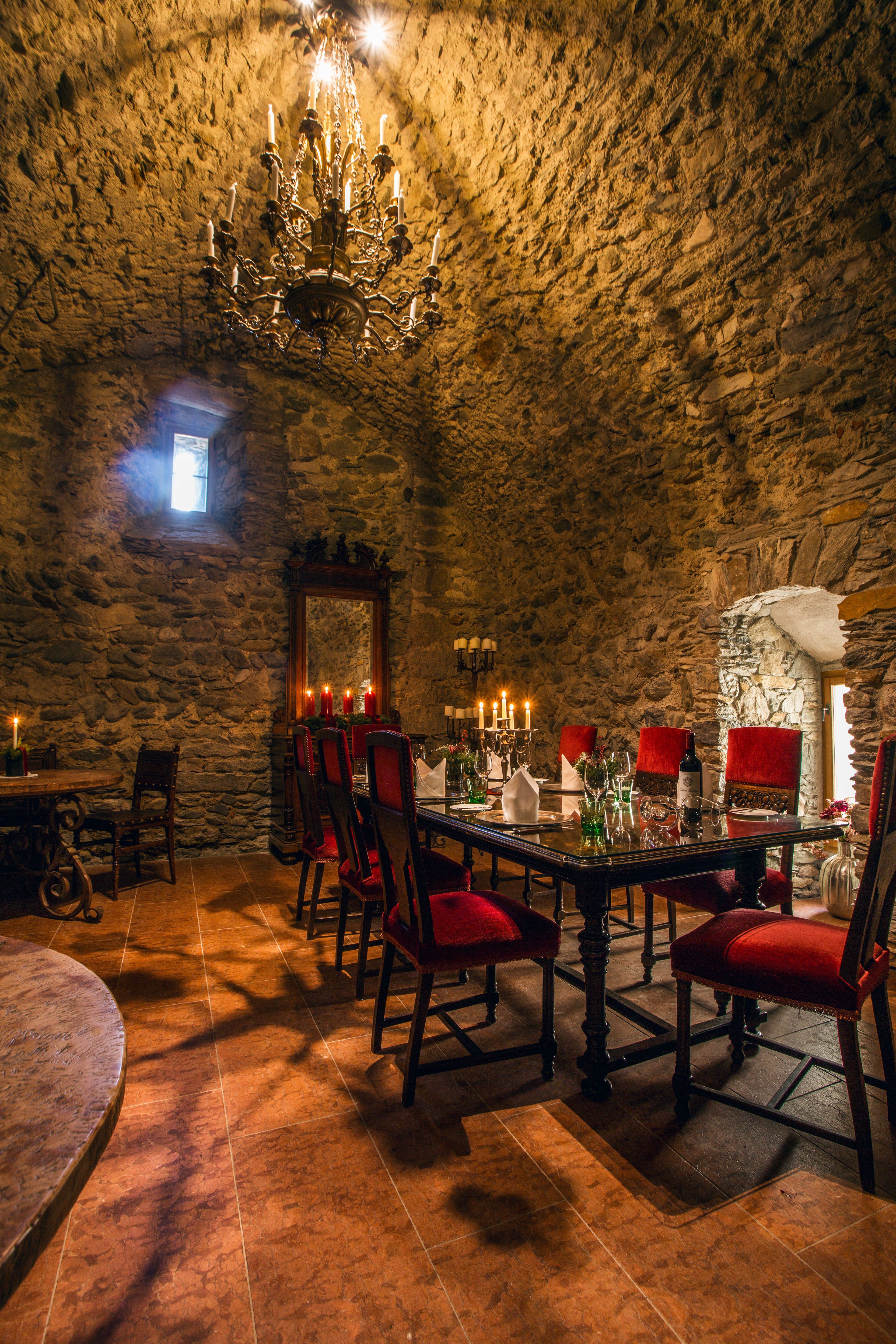
Gewölbekeller
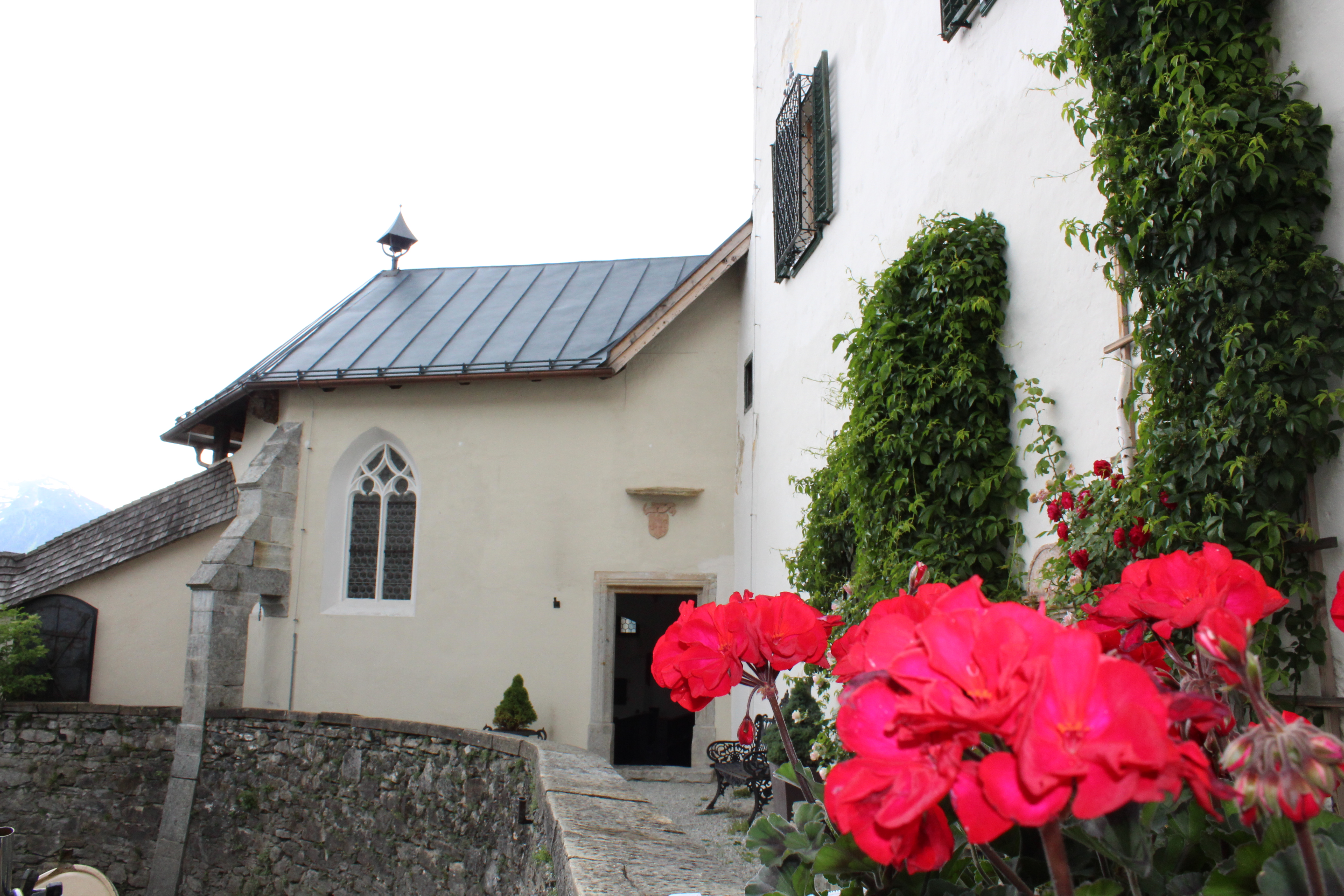
Schlosskapelle